# MV Plover
Le MV Plover est un petit ferry à passagers du comté de Whatcom. Construit en 1944, il est inscrit, depuis 1997, au Registre national des lieux historiques.
Il est détenu par la ville de Blaine dans l'État de Washington. Le MV Plover est actuellement exploité par l'association à but non lucratif Drayton Harbor Maritime.
Le MV Plover a initialement transporté les travailleurs de Blaine à la conserverie de Semiahmoo Spit de l'Alaska Packers' Association (en) jusqu'en 1964.
Le ferry a été restauré par des bénévoles de l'association et transporte maintenant des passagers pendant les mois d'été. Il est le deuxième plus ancien ferry en exploitation dans l'État de Washington. En 1998, la restauration du MV Plover a été reconnue par le Washington State Department of Archaeology and Historic Preservation (en).